# Criptazione televisiva
La criptazione televisiva o incriptazione televisiva  è la tecnica di telediffusione che sviluppa sistemi di criptazione del segnale televisivo per ottenere l'oscuramento di video e audio, evitando l'accesso gratuito alla televisione a pagamento ai non-abbonati e non-destinati del servizio privato. Il suo contrario è la decriptazione televisiva.
In Italia la criptazione televisiva è stata applicata per la prima volta sul canale TELE+1 alle ore 00:00 del 1º giugno 1991, in occasione della trasmissione del film Blade Runner.

## Nozione
La criptazione televisiva è applicata:
- dalla televisione pubblica per evitare la fuoriuscita del segnale oltre l'ambito di copertura nazionale;
- dalla televisione privata quando lo esigono gli scopi lucrativi (non sempre);
- dalla pay TV (televisione a pagamento) in ogni caso, essendo la sua principale connotazione.

Si applica in forme e con sistemi diversi nella televisione via cavo, nella televisione satellitare e nella televisione digitale terrestre.

### Diritto italiano
Nel diritto italiano la criptazione televisiva è stata confermata come legittimata dalla Legge Gasparri.

#### Fondamento giuridico
La Corte costituzionale non si è espressa.
- Alcuni giuristi hanno contestato la legittimità della criptazione televisiva richiamandosi agli Articoli 2 e 21 della Costituzione italiana, dai quali si evincerebbe l'incompatibilità di essa con il diritto dei cittadini di essere informati in egual misura dal mass media che opera su scala nazionale.
- Altri giuristi la approvano riconoscendo che la stessa pay TV non potrebbe sorreggersi se venisse considerata illegittima la criptazione dei segnali televisivi.

## Tipi di criptazione

### Criptazione digitale
La criptazione digitale è la tecnica più utilizzata, che promette di essere inviolabile alla pirateria. Il segnale dei decoder digitali (digital set-top boxes), a differenza di quelli analogici, viaggia infatti criptato e ricodicizzabile alla fonte.

### Criptazione analogica
La criptazione analogica è stato un sistema molto aggirato. In Europa, FilmNet realizzò il primo servizio di criptazione satellitare analogica nel settembre 1986: esso, però, diede vita anche al più grande mercato di decoder pirata in Europa. La prevenzione della cosiddetta pirateria nella televisione analogica satellitare è stata uno dei fattori per cui la televisione privata a pagamento ha investito su nuove soluzioni di sistema dopo l'aggiramento delle vecchie.

## Europa

### Italia
La criptazione televisiva è nata in Italia alle ore 00:00 del 1º giugno 1991, quando allo scadere della mezzanotte, cominciarono ad essere criptate le trasmissioni TELE+1; il lancio del servizio era stato preceduto da una massiccia campagna mediatica. Il film Blade Runner trasmesso da TELE+1 è stato, quindi, il primo programma televisivo criptato ed a pagamento nella storia della televisione italiana.

### Francia
Canal+ lanciò il primo sistema francese di criptazione televisiva nel 1984; questo sistema, però, si rivelò un fiasco perché ben presto una rivista di informatica, di nome "Radio Plans", pubblicò le misure di occorrenti per la decriptazione in un decoder. Nonostante ciò, la rete agli inizi non godette, almeno ufficialmente, di un alto livello di ascolti.

## Stati Uniti
La pay TV americana via cavo era priva, inizialmente, di sistemi di criptazione. Negli USA furono poi brevettati i primi sistemi di arresto e taglio del segnale per fermare la ricezione televisiva degli abbonati morosi: si svilupparono le cosiddette scrambling techniques, cioè tecniche per la criptazione televisiva.

## Vecchi sistemi di criptazione televisiva
- Oak Orion
- B-MAC
- VideoCrypt
- RITC Discret 1
- SATPAC
- Telease MAAST / Sat-Tel SAVE
- Payview III
- D2-MAC EuroCrypt
- Nagravision (sistema analogico)